# Environnement en Égypte
L'environnement en Égypte est l'environnement (ensemble des éléments - biotiques ou abiotiques - qui entourent un individu ou une espèce et dont certains contribuent directement à subvenir à ses besoins) du pays Égypte.

## La biodiversité en Egypte

### Milieux, faune et flore

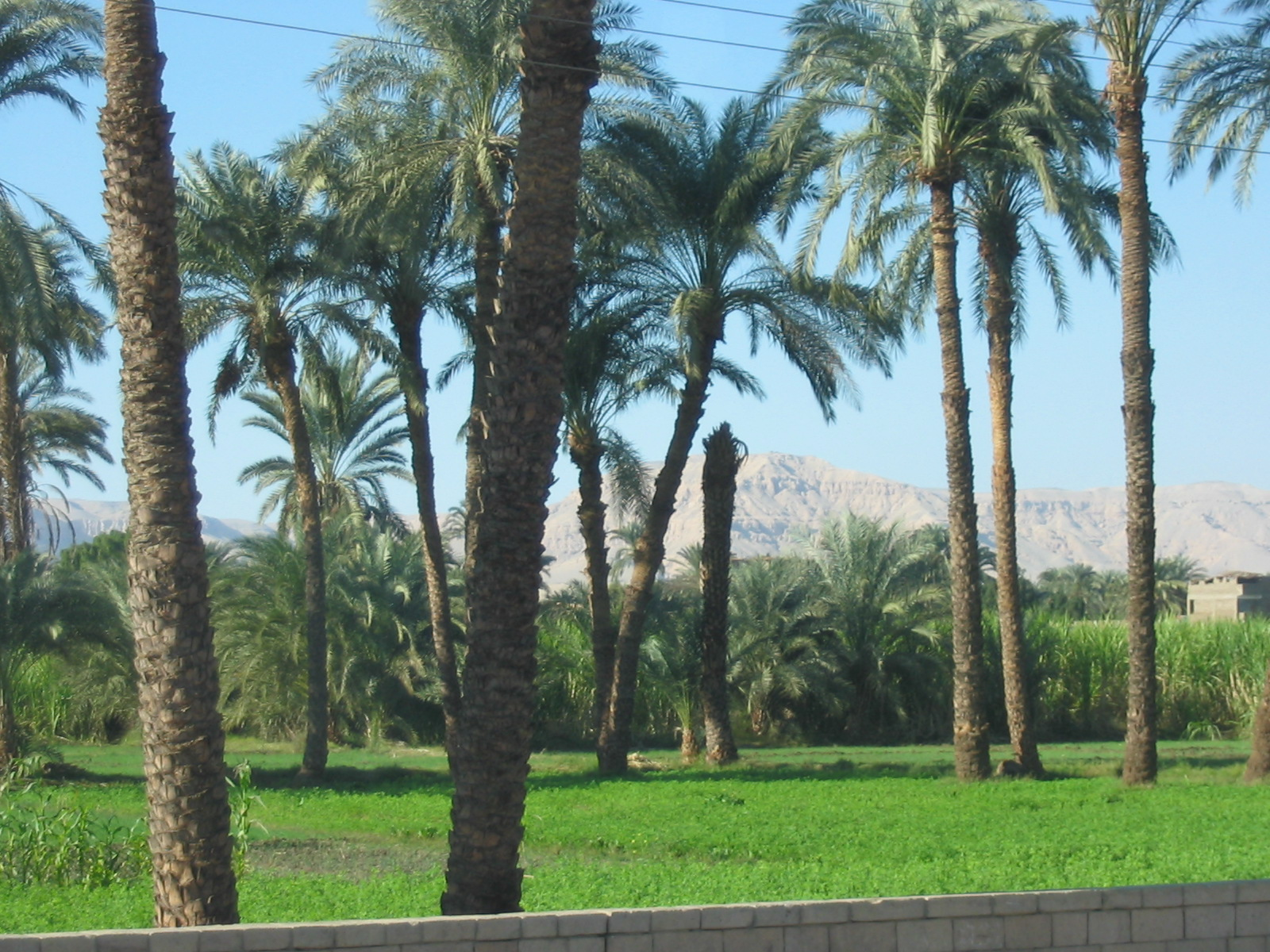
Végétation sur une île du Nil.

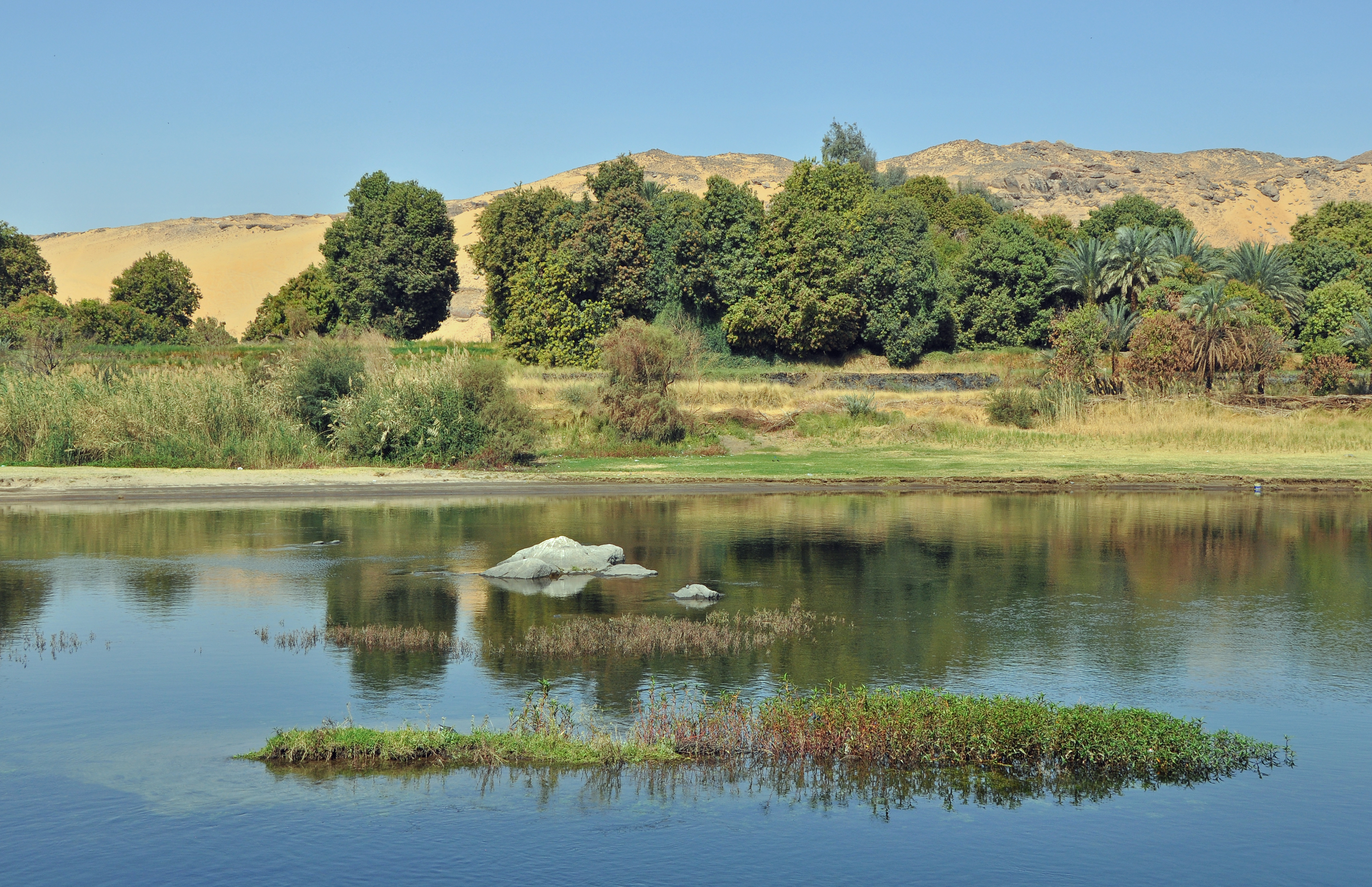
Végétation du Nil près d'Aswan

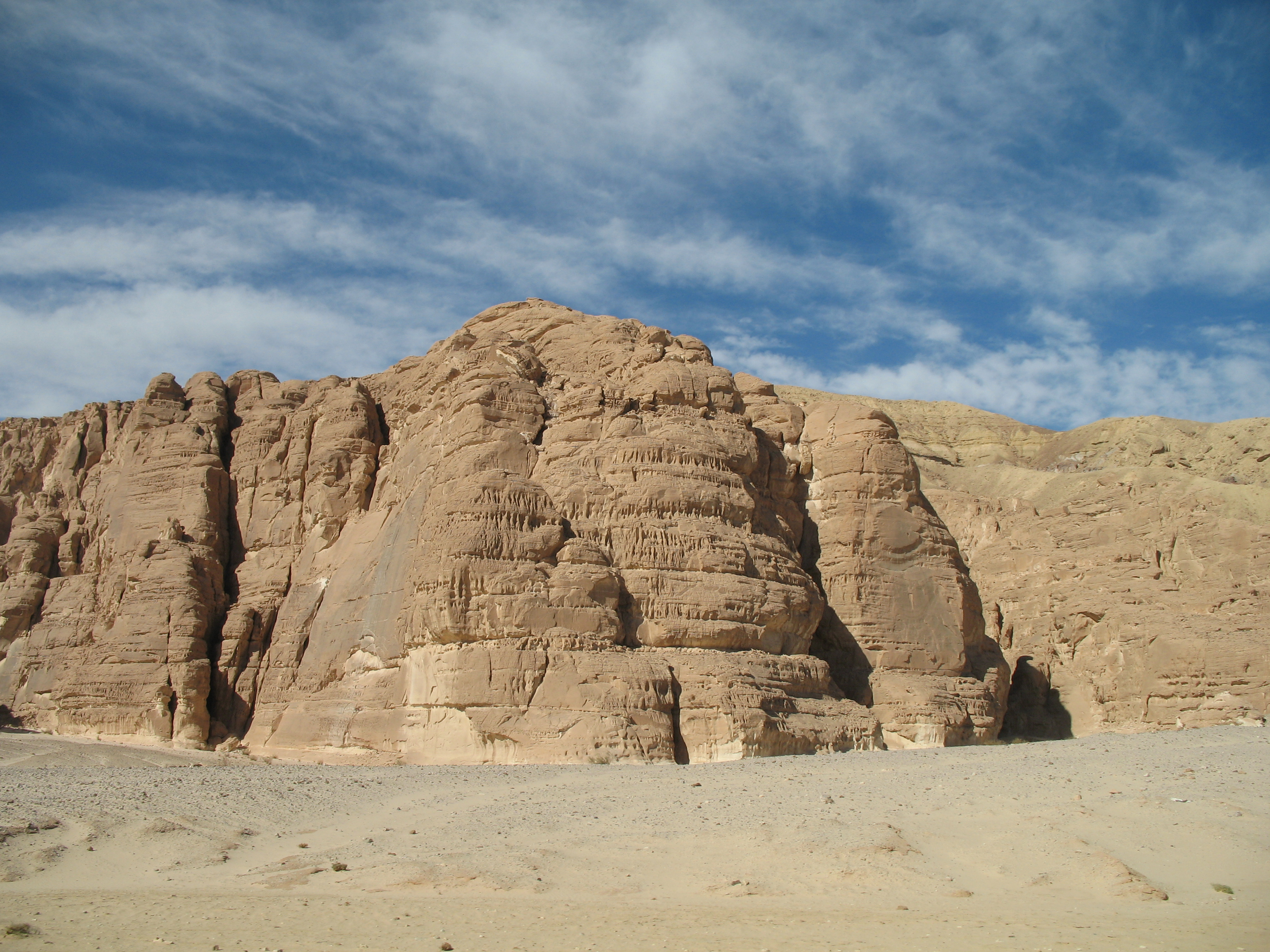
Desert in Sinai

#### Milieux
Le territoire de l'Égypte est constitué principalement de désert. Seuls 35 000 km2 - soit 3.5 % - de la superficie du pays est cultivée et habitée de manière permanente. L'essentiel du territoire égyptien se situe à l'intérieur de la large bande désertique qui s'étend d'ouest en est depuis la côte Atlantique de l'Afrique jusqu'en Asie du sud-ouest.
L'histoire géologique de l’Égypte a donné naissance à quatre grandes régions naturelles :
- la vallée du Nil et le delta du Nil ;
- le désert Libyque (désert occidental) à l’ouest du Nil ;
- le désert Arabique (désert oriental) à l’est du Nil ;
- la péninsule du Sinaï, au nord-est.

#### Faune et flore

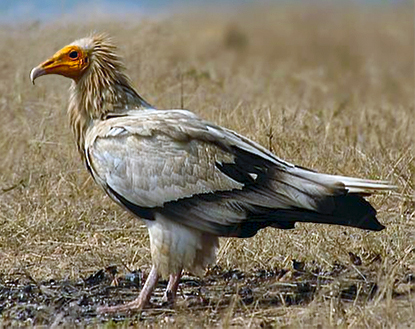
Vautour égyptien, espèce en danger

Si l'Égypte est à 94 % désertique, elle n'en abrite pas moins diverses plantes qui se sont adaptées à des conditions particulièrement hostiles : lotus, papyrus, palmiers, tamaris, acacias, jacarandas, poincianas, mangroves, etc.

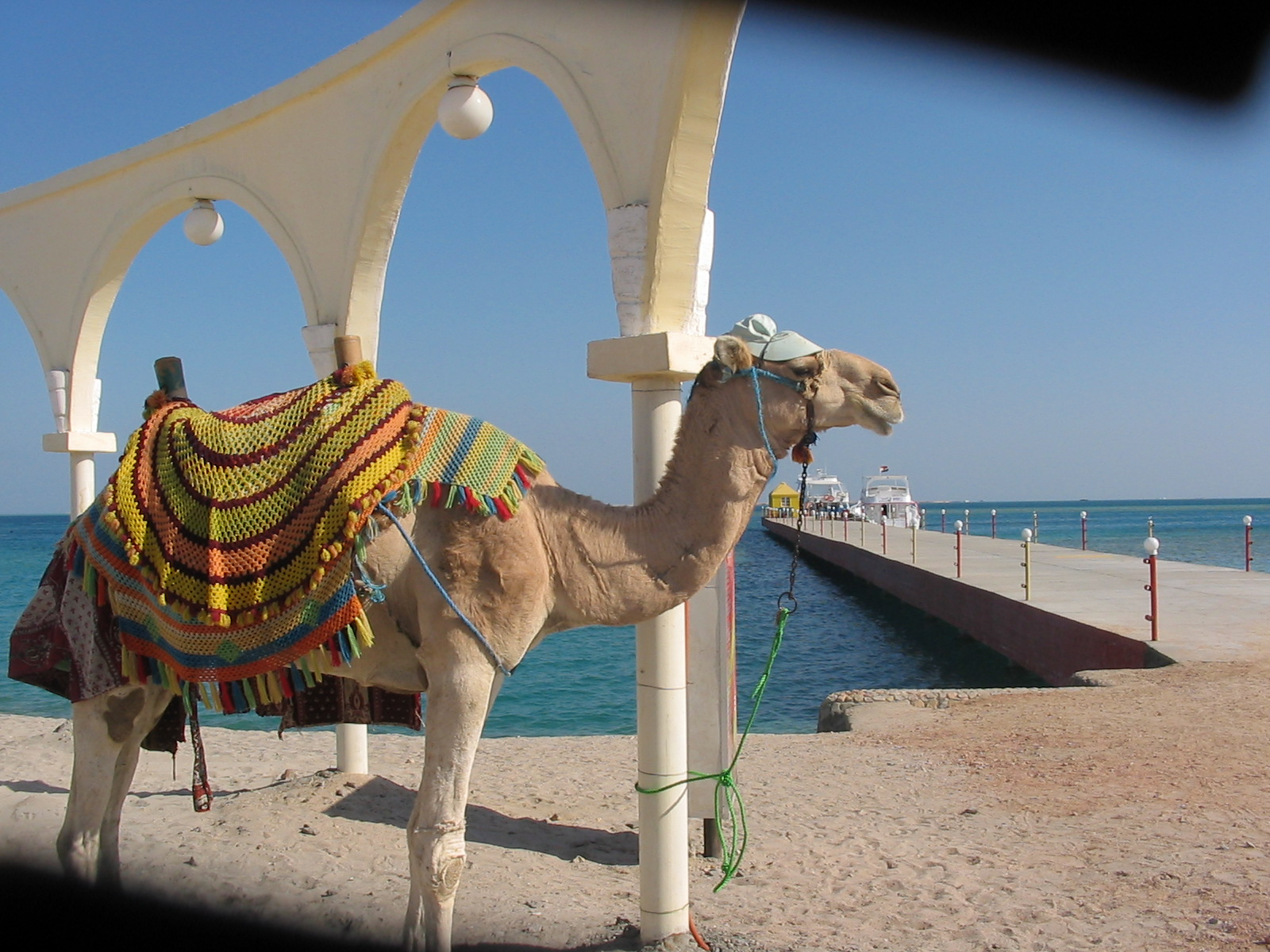
Un dromadaire sur une plage de la mer Rouge.

L'Égypte compte environ 430 espèces d'oiseaux et une centaine de mammifères, au nombre desquels les dromadaires, les ânes et les gazelles, etc. On comptait autrefois une grande variété de grands mammifères (léopards, oryx, hyènes, lynx du désert, etc.), aujourd'hui anéantis par la chasse. Très à leur aise, en revanche, trente-quatre espèces de serpents, des scorpions et quelques crocodiles vivent près d'Assouan.
Les populations de crocodiles, d'hippopotames et de papyrus étaient plus développées par le passé.

#### Espèces invasives
Le pays fait régulièrement face à des invasions de criquets, par exemple en 2013 mais également depuis l’Égypte Antique. Ces invasions ravagent les cultures et peuvent être une menace alimentaire, conduisant parfois à des famines.

## Impacts sur les milieux naturels

### Agriculture

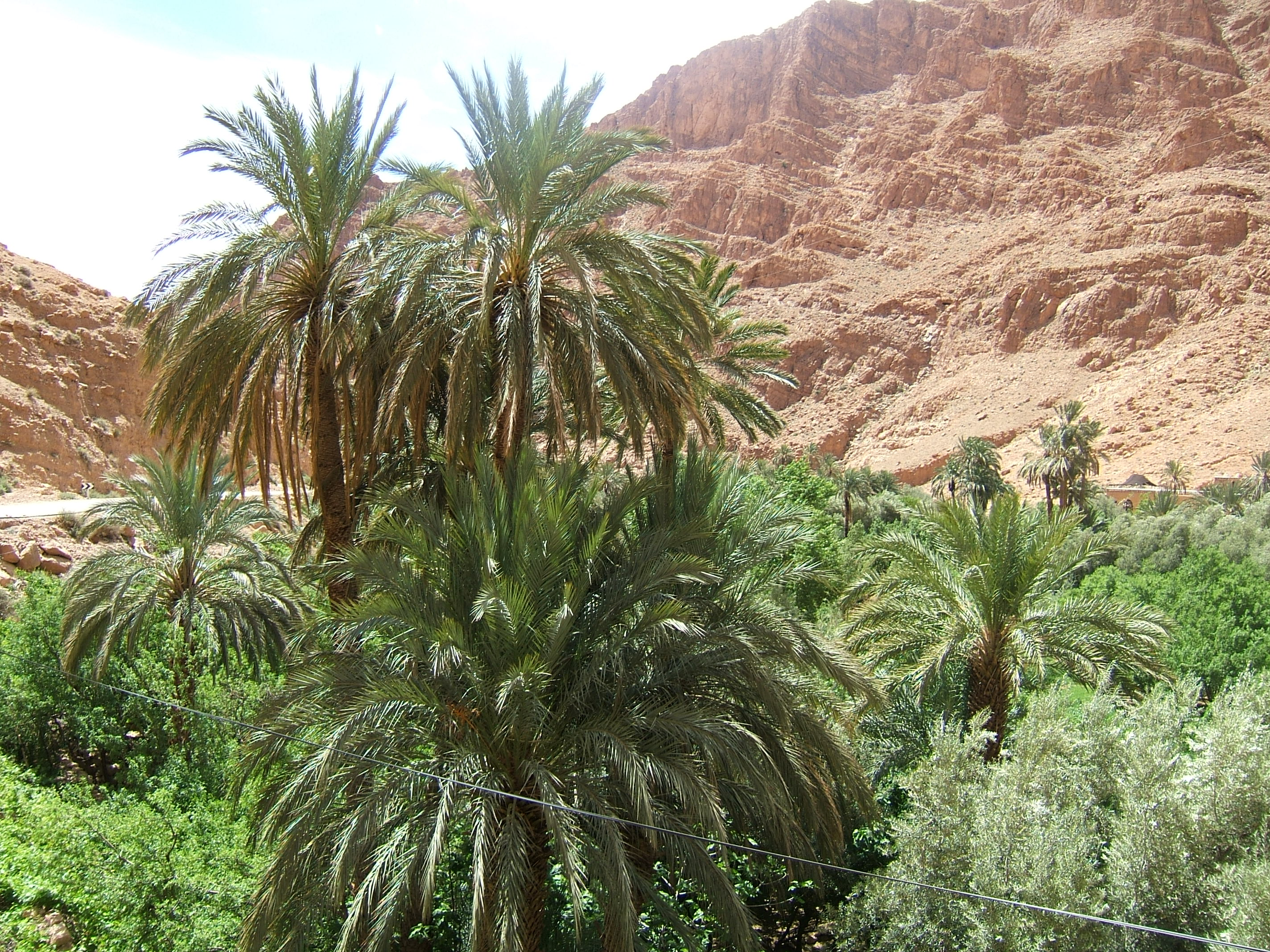
palmier dattier

Bien qu'ils ne couvrent qu'environ 5.5 % de la superficie du pays, la vallée du Nil et le delta du Nil sont les régions les plus importantes, étant les seules régions cultivables (à l'exception de quelques oasis éparses). Par le passé, les crues du Nil en été charriaient de l'eau et du limon qui favorisaient l'agriculture sur une terre par ailleurs très aride. Depuis la construction de l'ancien barrage d'Assouan (1902) puis du haut barrage d'Assouan dans les années 1970, l'agriculture dans la vallée du Nil dépend de l'irrigation. Le delta du Nil est composée de terres basses, marécageuses, qui sont parfois impropres à l'agriculture. L'agriculture est néanmoins très développée dans la région du delta.
Le pays est au palmarès des huit premiers producteurs de coton d'Afrique de l'est, du sud et du nord au milieu des années 2010. 

### Chasse et pêche
En Méditerranée, les oiseaux chanteurs sont chassés, piégés, tués et mangés. Lors des migrations, les loriots d’Europe filent vers le sud à travers la Méditerranée. Ils affrontent ensuite plus de 1 800 km de désert saharien, jusqu'à l’oasis d’Al-Maghrah. Mais des chasseurs y guettent les oiseaux épuisés. En général, les Bédouins  mangent leur prise. Il existe des marchés spécialisés où la vente d'oiseaux vivants, tués sur place, est pratiquée. Des faucons sont également capturés vivants par des braconniers.

### Industrie

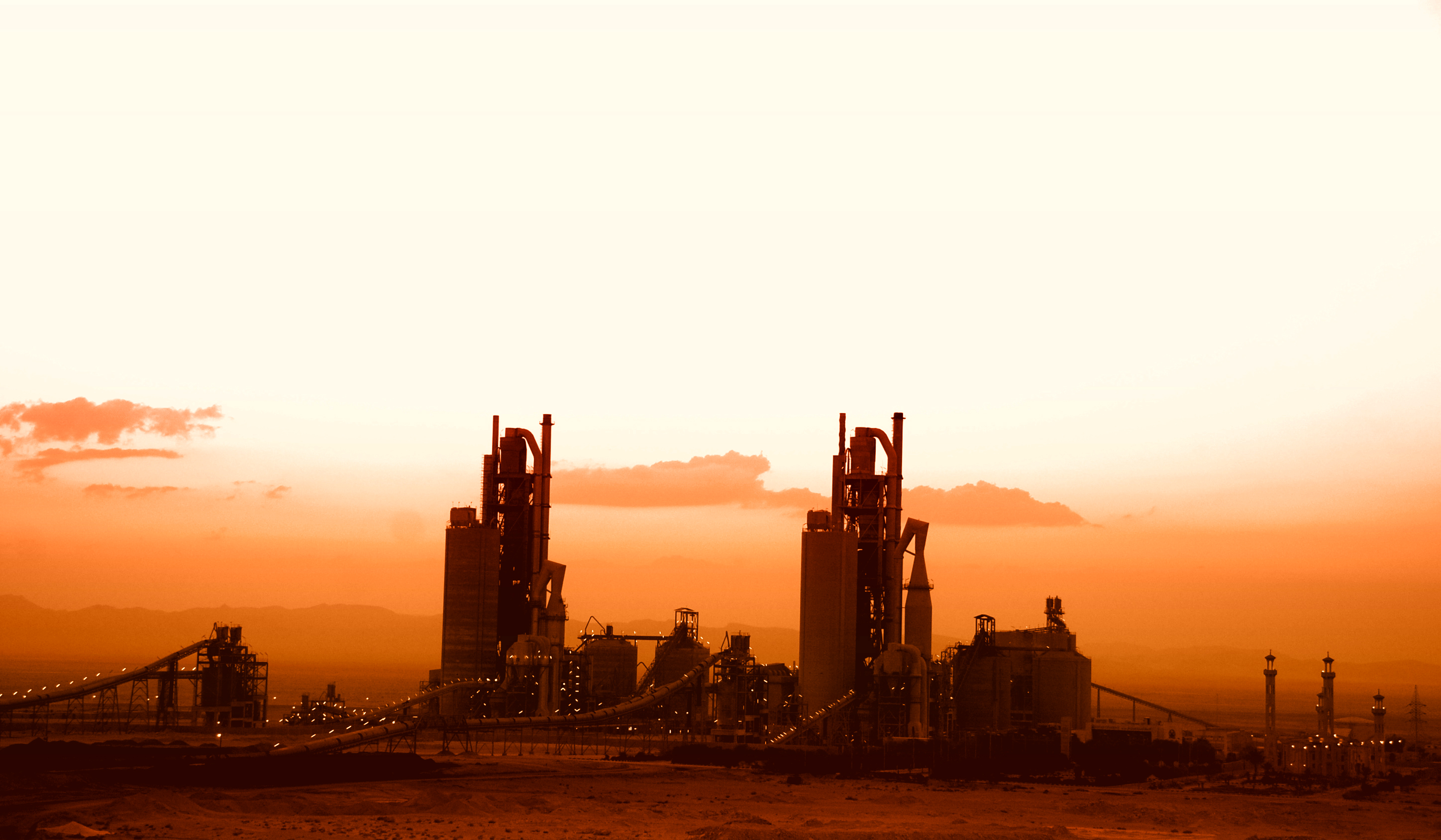
Cimenterie de Sinaï Cement

### Transports

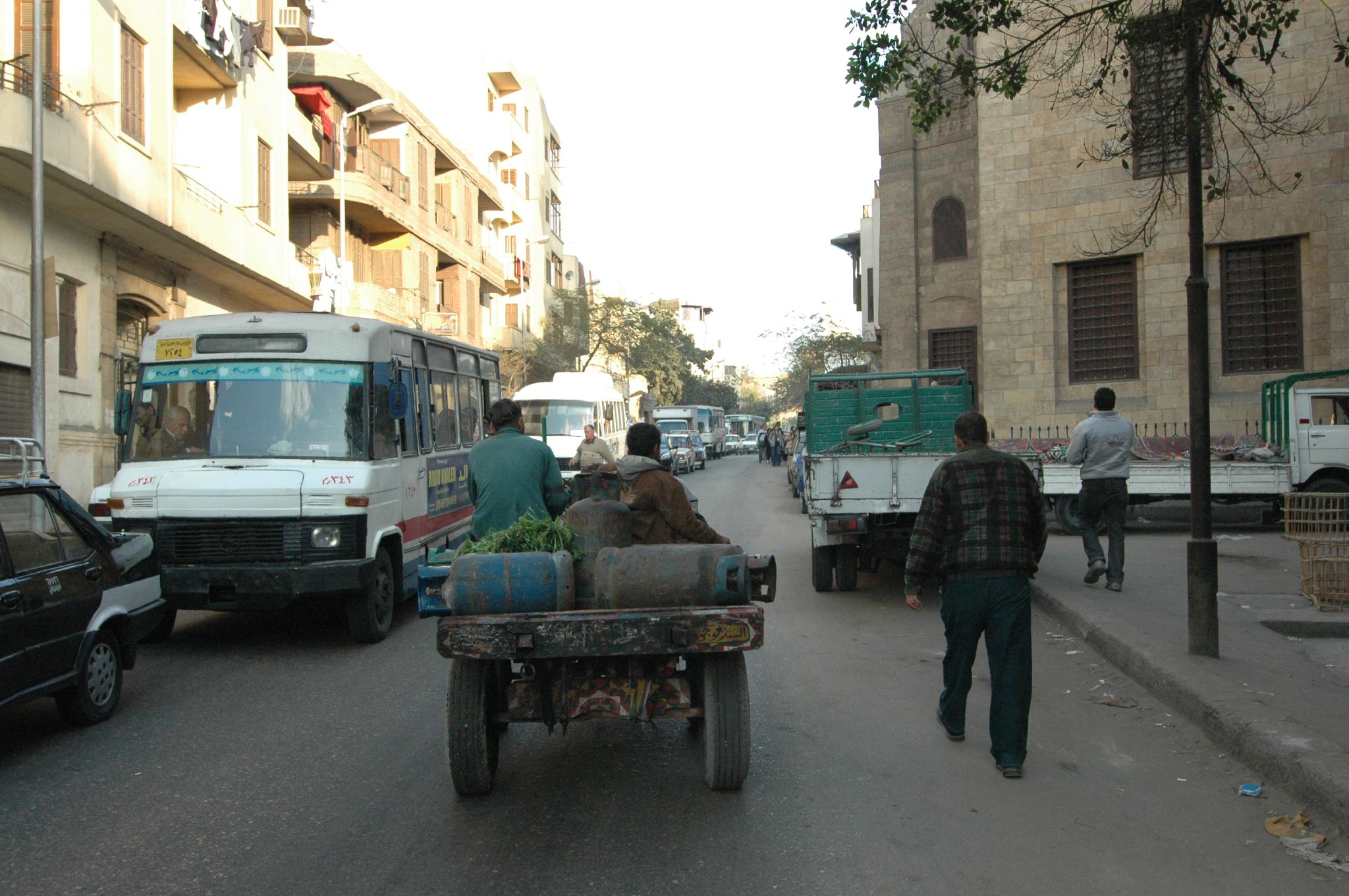
Embouteillages dans une rue du Caire

Le Nil a été un moyen historique de transport par bateau ; les bateaux étant tirés depuis la berge lorsqu'ils étaient à contre-courant.
Le pays compte 14 aéroports.

### Tourisme
L’Égypte fut le premier pays où fut développé le tourisme de masse, par Thomas Cook qui impulsa le développement des hôtels et des croisières sur le Nil.

### Pression sur les ressources

#### Pression sur la ressource en eau
En 2020, l’agriculture consomme 80 % des ressources en eau. La culture du riz, en particulier, consomme plus de 10 milliards de mètres cubes d'eau par an, soit plus d'un sixième de la part de l’Égypte dans l'eau du Nil.

#### Pression sur les ressources non renouvelables
Des ressources en pétrole et surtout en gaz naturel sont exploitées sur le territoire égyptien.

### Pollutions

#### Les émissions de gaz à effet de serre (GES)
En ..., les émissions de gaz à effet de serre (GES) étaient de ... MTCO2, soit ... % des émissions mondiales.

#### La pollution de l'eau et la salinisation
Le réchauffement climatique entraine la salinisation du delta du Nil.

#### La gestion des déchets

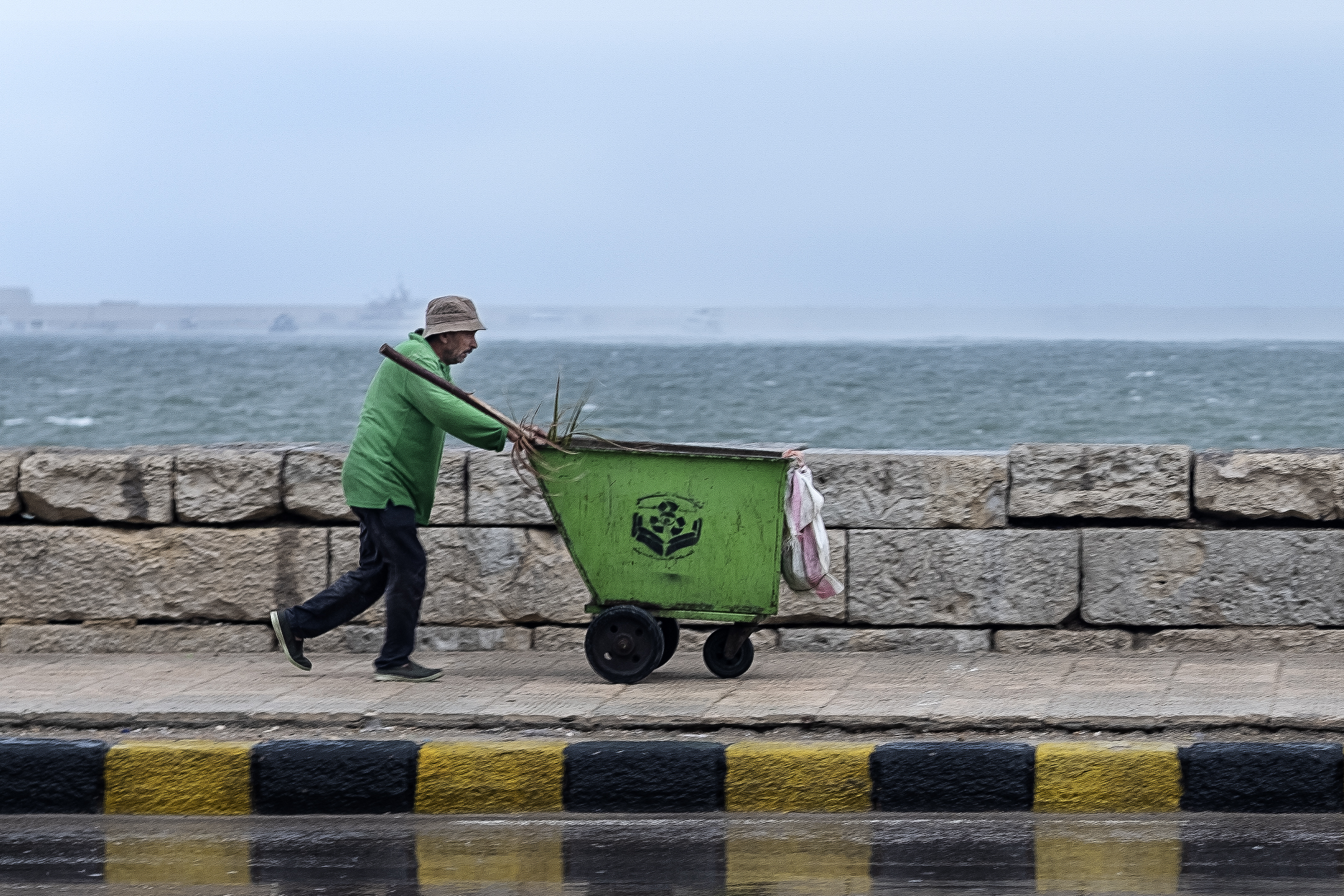
Collecte des déchets à Alexandrie.

Un habitant d'Afrique sub-aharienne génère en moyenne 165 kg de déchets par an et par habitants en 2023 (soit nettement moins que dans les pays plus riches). En Égypte, la situation est plus nuancée.

### Impacts de l'urbanisation
La vallée du Nil et le delta du Nil regroupent 99 % de la population.
Les principales villes d’Égypte sont :
- Le Caire, la capitale (8 105 000 habitants) ;
- Alexandrie (4 388 000 habitants) ;
- Gizeh (3 438 000 habitants) ;
- Shubra El-Kheima (1 072 000 habitants) ;
- Port-Saïd (607 000 habitants) ;
- Suez (547 000 habitants) ;
- Louxor (487 000 habitants) ;
- Mansourah (480 000 habitants).